# NGC 3366
NGC 3366 is een balkspiraalstelsel in het sterrenbeeld Zeilen. Het hemelobject werd op 15 maart 1836 ontdekt door de Britse astronoom John Herschel.

## Donner 421
Gezien vanaf de aarde bevindt het stelsel NGC 3366 zich schijnbaar net ten zuiden van de ster HD 91805, ook gecatalogiseerd als de dubbelster Donner 421, ontdekt en onderzocht door de Amerikaanse astronoom en ontdekker van dubbelsterren Henry Frederick Donner (1902-1991). Amateurastronomen kunnen deze dubbelster aanwenden als gidsobject om op zoek te gaan naar het veel lichtzwakkere sterrenstelsel NGC 3366.

## Synoniemen
- IC 2592
- IRAS10329-4325
- ESO 264-7
- MCG -7-22-24
- PGC 31335